# 約巴林達火車站
約巴林達火車站（英語：Yorba Linda Station），或約巴林達站（英語：Yorba Linda Depot），是太平洋電車鐵路線上一座歷史性的火車站，位於加州約巴林達。該站為已拆除的拉哈布拉-富勒頓-約巴林達支線其中一站，有一段時間還是終點站。鐵路線於1910年開始運行，當時的鐵道線穿過該市向東南方抵達鐵道終點。鐵路客運服務止於1930年8月1日，1938年1月22日後完全停駛。
不再作為火車站使用後，該建築曾被用作托兒所、木材場辦公室、房地產辦公室和餐廳。1979年10月25日，車站大樓被列入國家史蹟名錄中。1992年，Polly's餐廳於該建築內開業。